# Sant'Agostino in Campo Marzio (församling)
Sant'Agostino in Campo Marzio är en församling i Roms stift.
Till församlingen Sant'Agostino in Campo Marzio hör följande kyrkobyggnader:
- Sant'Agostino in Campo Marzio
- San Luigi dei Francesi in Campo Marzio
- San Nicola dei Lorenesi
- San Salvatore alle Coppelle
- Sant'Antonio in Campo Marzio
- Sant'Apollinare
- Sant'Eustachio in Campo Marzio
- Sant'Ivo dei Bretoni
- Santa Lucia della Tinta
- San Gregorio dei Muratori